# Factor 8: The Arkansas Prison Blood Scandal
Factor 8: The Arkansas Prison Blood Scandal è un film documentario del 2005 diretto e prodotto da Kelly Duda.
Attraverso interviste e la presentazione di documenti e filmati, Duda afferma che per più di due decenni (dal 1964 al 1986 ma il programma è terminato nel 1994), il sistema penitenziario dello stato dell'Arkansas ha tratto profitto dalla vendita di plasma sanguigno donato da detenuti infetti dai virus delle epatiti virali (HBV e HCV) e da HIV. Il documentario sostiene che migliaia di malati che hanno ricevuto trasfusioni di emoderivati (principalmente il fattore VIII per trattare l'emofilia A, una condizione genetica che impedisce la coagulazione del sangue) ottenuti a partire dal plasma infetto sono deceduti in quanto a loro volta infettati.
Factor 8 utilizza interviste approfondite e documenti chiave, così come filmati inediti, per dimostrare il fatto che sono stati commessi dei reati da parte del governo dello stato dell'Arkansas e del governo federale degli Stati Uniti.
Nella realizzazione del documentario, Duda ha intervistato malati canadesi infettati, funzionari delle prigioni statunitensi, ex dipendenti, politici di alto livello dell'Arkansas e donatori detenuti permettendo di delineare un sistema di donazioni di plasma gestito dagli stessi detenuti per poter guadagnare del denaro. Il plasma raccolto dalla Health Management Associates veniva commercializzato in tutto il mondo da parte di aziende intermediarie che ottenevano profitti per milioni di dollari ed utilizzato per produrre emoderivati che hanno infettato migliaia di persone affette da emofilia.
Il documentario è stato proiettato nel 2005 allo Slamdance Film Festival e al Los Angeles Film Festival dell'American Film Institute l'8 novembre dello stesso anno. In questa occasione, ha ottenuto un riconoscimento speciale come miglior documentario e ha ricevuto un'apprezzabile recensione da parte del critico John Anderson nella rivista Variety.
Una proiezione speciale si è tenuta nel quartiere Soho a Londra, il 5 maggio 2006. Il 9 maggio 2006 i malati di AIDS hanno manifestato contro la visita dell'ex presidente statunitense Bill Clinton (in passato governatore dell'Arkansas) a Glasgow, dove ha tenuto un discorso sulla politica globale. La première britannica di Factor 8 si è tenuta il 29 settembre 2006 come parte del Raindance Film Festival a Londra in Piccadilly Circus.
Il 4 dicembre 2017, al processo penale in corso a Napoli a carico di Duilio Poggiolini e dei rappresentanti delle aziende farmaceutiche che hanno prodotto e successivamente commercializzato in Italia emoderivati infetti, è stato visionato in aula un estratto del documentario Factor 8 in cui il dottor Francis Henderson, medico proprietario della HMA che si occupava della raccolta del plasma in queste carceri, viene intervistato e riferisce che nell'ottobre-novembre 1982 si è recato presso un'azienda farmaceutica con sede a Rieti di cui non ricorda il nome (all'epoca a Rieti aveva sede l'AIMA Plasmaderivati del gruppo Marcucci, i cui dirigenti sono stati imputati e poi assolti in questo processo) per spiegare l'operazione di richiamo di lotti di sacche di plasma infetto.